# Rudolf Diesel
Rudolf Christian Karl Diesel (n. 18 martie 1858, Paris, Franța - d. 29 septembrie 1913, Canalul Mânecii, Regatul Unit) a fost un inginer și inventator german. A construit motorul care-i poartă numele.

## Motorul Diesel
În 1878 Rudolf Diesel, care era student la „Polytechnikum” din München, a participat la prelegerile lui Carl von Linde. Acesta a explicat că motoarele cu abur sunt capabile să transforme doar 6–10% din energia termică în energie mecanică, dar că ciclul Carnot permite teoretic transformarea a mult mai multă energie prin schimbarea izotermă a stării. Linde a observat că până la acel moment s-a ignorat ideea creării unui motor extrem de eficient care să funcționeze pe ciclul Carnot. Lui Diesel i-a fost de asemenea prezentat un piston de foc, un dispozitiv de pornire tradițional folosind principii rapide de compresie adiabatică pe care Linde le-a dobândit din Asia de Sud-Est. După câțiva ani în care a lucrat la ideile sale, Diesel le-a publicat în 1893 în eseul Teoria și construcția unui motor rațional de căldură.